# Троїцький (Бєлгородська область)
Тро́їцький (рос. Троицкий) — селище міського типу, підпорядковане Губкінській міськраді Бєлгородської області, Росія.
Населення селища становить 6 032 осіб (2008; 6 157 в 2002).

## Історія
З 1959 по 1963 та з 1965 по 2007 роки — в складі Губкінського району. Статус смт Троїцький отримав в 1971 році. З 2007 року підпорядкований Губкінській міськраді.

## Населення
| 1979  | 1989  | 2002  | 2010  | 2011  | 2013  | 2015  |
| ----- | ----- | ----- | ----- | ----- | ----- | ----- |
| 5026  | ↗6038 | ↗6157 | ↗6214 | ↘5624 | ↗6194 | ↘6192 |
| 2016  |       |       |       |       |       |       |
| →6192 |       |       |       |       |       |       |

## Економіка
В селищі працюють комбікормовий завод та свиноферма.
Діють будинок культури та школа мистецтв.